# Shaheen
Shaheen (شاهين en urdu) es el nombre de una familia de misiles balísticos pakistaníes propulsados por combustible sólido, siendo los primeros modelos un desarrollo del misil DF-15 chino, convirtiéndose gradualmente en misiles de tecnología completamente pakistaní. El nombre proviene de una especie de águila que habita las montañas de Pakistán. También son conocidos bajo la denominación Hatf.
Los lanzamientos de prueba de todos los misiles Shaheen se hacen desde la base de Sonmiani.

## Versiones

### Shaheen 1 (Hatf 4)
Misil de una etapa, cinco lanzamientos conocidos, uno de ellos fallido. El primer lanzamiento tuvo lugar el 15 de enero de 1999, y el último el 29 de noviembre de 2006.

#### Especificaciones
- Apogeo: 100 km
- Empuje en despegue: 93,2 kN
- Masa total: 6200 kg
- Diámetro: 0,88 m
- Longitud total: 9,1 m
- Alcance máximo: 750 km

### Shaheen 2 (Hatf 5)
Misil de dos etapas con cuatro lanzamientos conocidos, el primero el 9 de marzo de 2004 y el último el 23 de febrero de 2007.

#### Especificaciones
- Apogeo: 300 km
- Empuje en despegue: 93,2 kN
- Masa total: 8000 kg
- Diámetro: 0,88 m
- Longitud total: 12 m
- Alcance máximo: 2000 km

### Shaheen 3 (Hatf 6)
Misil con tecnología totalmente pakistaní cuyo primer vuelo fue realizado el 9 de marzo de 2004.

#### Especificaciones
- Ojiva: 1000 kg
- Alcance máximo: 2000 km